# ROOM NO.1301
『ROOM NO.1301』（ルームナンバー1301）は、新井輝による日本のライトノベル。イラストはさっちが担当。富士見ミステリー文庫（富士見書房）より2003年9月から2009年3月まで刊行された。

## ストーリー
自分は恋愛には向いていないと思っていた絹川健一は、クラスメイトの大海千夜子に告白され、桑畑綾と出会い、鍵を拾ったことによって12階建てマンションの存在しないはずの13階の部屋へと招待される。健一、綾、刻也、冴子、日奈の住人たちと不思議な13階の物語。

## 登場人物

### マンション住人
絹川 健一（きぬがわ けんいち）
声：立花慎之介
本作の主人公。平良井高校1年生、15歳。マンションに住む以前は、両親はインテリアの輸出の仕事をしており普段家にいないため、姉の蛍子と実質二人暮らし。二人暮らしの家において料理は健一の役割となっていたため、得意である。ある時不思議な鍵を拾ったため綾に「幽霊マンション」（有馬第三ビル）の存在しないはずの13階へと招待され、1303号室の住人となる。序盤にて千夜子に告白されていたのにもかかわらず、綾となし崩しで体の関係を持ったことを後悔し、その後も度々綾からはアプローチがあるものの健一は千夜子と付き合っているということを理由にして断っている。また、綾との初体験で連続5回も致してしまったことから絶倫であるという描写がされ、作中にては最高6回とされる。
姉の蛍子に挑発されたことから彼女を襲ってしまった後、不仲と思われた彼女の告白から気持ちを通じ合わせた。しかし、その後の行為をたまたま帰宅してきた両親に見咎められ、蛍子は家を出て両親の下で暮らすこととなってしまう。これにより帰宅する理由を失い、ほとんどを13階で過ごすようになる。その後、冴子や日奈が鍵を持っていたことから13階の住人として招き入れる。冴子とは彼女の特異な体質のために、千夜子という彼女がいるものの、基本的に毎日体の関係を持つようになる。日奈とは「シーナ&バケッツ」というユニットを結成し、健一は恥ずかしさからバケツを元にした帽子を被りバケッツという名前で、ハーモニカを担当するようになる。ファンも多く、テレビ出演まで果たしたが、日奈が13階を離れ他校で寮生活をするようになったため「シーナ&バケッツ」は自然解散となった。
コーヒーは普段特別濃いものを飲むため、普通のコーヒーを飲むと薄く感じてしまう。レースクイーン姿や黒い下着姿の女性が好きであると綾達に冷やかされる。父親と母親とが愛し合っている関係ではないと、感じ取っていたことから恋愛についてうまく理解できないでいたため、「自分には恋愛は向いてない」というコンプレックスを抱えている。
5年後の世界では大学生となり。千夜子と同じ大学で、恋人関係を続けている。
桑畑 綾（くわばたけ あや）
声：柚木涼香
1304号室の住人。世界的に有名な芸術家で多くの分野で才能を発揮するが、中でも特に金工を得意としている。代表作は「時の番人」など。作品制作に没頭すると周りのことが見えなくなる性格。食事を取らずに作品製作をして食事を取るために外に出かけた途中に倒れ、そこを健一に助けられる。健一が部屋の鍵を持っていたことから彼を13階に招待することとなる。そこで彼を自分の部屋に招き一緒にお風呂に入り誘惑、健一と体の関係を持つ。綾はその行為にはまってしまったためその後も健一を誘うこととなるが、健一には断られ続けてしまう。
普段の格好は当初、ラフで下着と白衣といった格好が多かったが、健一と刻也が注意を重ねて言った結果しだいにちゃんとした格好をするようになる。また、世界的芸術家であるにもかかわらず、その性格からメディアへの露出を避け続けていた。だが徐々に雑誌取材などには応じるようになるといった変化が見られる。家事はほとんどできず、お金の管理も大雑把。興味深いものがあるとスケッチをせずにはいられず、没頭してやはり周りが見えなくなってしまう。蛍子や悟らとは高校の同級生だったが、卒業前に高校は中退している、18歳。細身だがかなりの巨乳。ニンジンが嫌い。
5年後の世界でも相変わらずの売れっ子芸術家。アトリエに蛍子の油絵を飾っているらしい。
八雲 刻也（やくも ときや）
声：寺島拓篤
1302号室の住人。また、健一のクラスメイトでもある。綾からは「管理人」と呼ばれているが、あくまで名前だけの通称である。かなりの高身長で成績優秀。本当は有名進学校に入るつもりだったが、とある事情で受験できなかった。鈴璃は小学生の時からの恋人であり、彼女と一緒にファミレスにてバイトをしている。実家はあるが事情によりあまり帰りたくないらしい。妹がいる。色恋の話は苦手で、鈴璃の話もしたがらなかったが、健一が鈴璃と偶然会ってしまってからはあまり気にしないようになった。人から相談事を受けてアドバイスをしても何故か確実に相手に酷い結果をもたらしてしまう（およそ考えられないような偶然が発生したりする）ため、「自分は人の相談に乗るのが苦手である」というコンプレックスを抱えている。そのためか弁護士になる気は全くない。
5年後の世界では実家に戻り、東京大学法学部に通っている。自分に課せられた義務であるとして、在学中に司法試験には合格するが、法曹職を目指してはいない。学内での友達はほとんどいない。
有馬 冴子（ありま さえこ）
声：名塚佳織
比良井高校1年生で健一のクラスメイト。佳奈やツバメの恋人を寝取ったといった噂があり、実際それは本当である。それはエッチをしないとなぜか眠れないという彼女自身の特異な体質によるものであり、健一に導かれ1303号室の住人となってからは健一がその相手となっている。早苗の喫茶店で健一と一緒にアルバイトをするようになる。異母兄弟がいる。また彼女の父親はこのマンションの所有者である。また、健一に「私のこと絶対、好きにならないで欲しいの」と約束させている。
病に侵されており、中学生のときにも手術している。そのため、他人がいる場で裸になる際、電気を消しその手術痕を見られないようとする。そのため健一は彼女の裸を見たことが無い。不健康そうな外見だが、綾や千夜子より肉付きがよく、そのことを気にしていたため、一時期昼食を抜いていた。
5年後の時点では、「今はもういない」（2巻）、「今ごろ、気づいたって、もう謝ることはできない」（3巻）などの亡くなってしまったような描写がある。
窪塚 日奈（くぼづか ひな）
比良井高校1年生で、窪塚佳奈の双子の妹。13階の鍵を手に入れたことで健一に13階に招待され、1305号室の住人となる。姉の佳奈に対して恋心を抱いており、その思いからシーナ（活発な少年）と日奈（おとなしい少女）の2つの人格を使い分けている。シーナはやたらと突っ走る傾向があり、語尾に特徴のあるしゃべり方をする。アイドル好きの佳奈を惹きつけるために、健一と「シーナ&バケッツ」というユニットを結成。日奈はシーナとしてボーカルを担当し、健一には自分のハーモニカをあげ、伴奏を担当させる。主な曲は「上を向いて歩こう」など。その後、「シーナ&バケッツ」のストリートライブがテレビ局に取り上げられるまでになる。更に本来の目的であった佳奈との交際もシーナの姿で実現させた。
その後、自分がシーナであること、佳奈に思いを馳せていることを告白するが、佳奈にその告白を「健一への叶わぬ恋による勘違い」だと否定・拒絶されたことで大きく傷つく。佳奈の言葉から自分を否定し健一との性行為を望むが、健一は日奈の佳奈への想いを強く肯定することで彼女を慰める。そして佳奈に好かれようと自ら作り上げた今の日奈やシーナという虚像ではなく、本来の姿の日奈として佳奈に想いを伝えることを勧める。このことから、日奈はシーナを止め、日奈としてエリの下での歌手デビューのため、13階を離れ転校、寮生活を決意。「シーナ&バケッツ」は自然解散となった。甘党だが、佳奈と一緒のときは佳奈の好みに合わせている。
5人の中で最初に、自ら望んで13階から出て行き、皆も快く送り出したらしい。5年後には芸能人をしている。

### その他の登場人物
絹川 蛍子（きぬがわ けいこ）
声：伊藤静
健一の3歳上の実姉で某美術大学の1年生。喫煙者であり、ベランダでの喫煙者の通称であるホタル族と名前から健一からはホタルと呼ばれている。高校時代、とあるいきさつから綾に対するコンプレックスを持ち、それが起因ともなり健一を好きになってしまう。両親は仕事のために離れて暮らしており、健一と二人暮らしをしていた。そして、突発的ながら健一と体の関係を持ってしまう。その後、本当の気持ちを伝え再び結ばれるが、その行為を偶然帰宅してきた両親に見咎められ健一とは引き離されてしまう。その後、青年実業家である圭一郎と見合い結婚をすることになるが、これは健一たちの母が姉弟の異常な関係を知ってしまったことから精神的にショックを受けて変調をきたしたことへの配慮からであり、圭一郎の特異な結婚への条件を聞き結婚を決意するが、健一への気持ちの変化はない。また、結婚するに当たって健一に子供を作りたいと言って再び関係を持ち、その後、子供を出産することとなる。鳥の唐揚げが好物。お化け屋敷が苦手。金髪で高身長、結構胸は大きいが綾よりは小さい。
大海 千夜子（おおうみ ちやこ）
声：明坂聡美
健一のクラスメイト。公園の「時の番人」の前で健一に告白をし、最初は試用期間を設けて付き合っていたが、正式に健一の彼女となる。千夜子は健一に弁当を作り、昼休みにツバメと健一とで昼食をとることが多いが、まだあまり料理は得意ではなく、料理上手な健一を意識している。また、健一がなかなか自分に対しては積極的になってくれないことを心配している。兄・悟がいる。ツバメとは親友。美容師に憧れている。背は少々低いが胸は徐々に大きくなり、高校1年時点でFカップになるが、冴子よりも痩せている。
5年後の世界では大学生となっている。大学は健一と同じ。健一と冴子との関係を知ったあとも健一と恋人関係を続けている。
鍵原 ツバメ（かぎはら つばめ）
声：斎藤千和
千夜子の親友でクラスメイト。傍から見ても惚れっぽい女性であるが、長続きはしない。恋人を寝取られたと思い、冴子のことを激しく嫌っている。あわせて怒りっぽい性格でもある。健一が千夜子以外の女の子と一緒にいたり仲良くしているのを見ると怒って、健一の首を絞めてくる。電車で5回も痴漢されている。「シーナ&バケッツ」のファン。
5年後の世界では唱和女子の短大生。鈴璃と同じ短大だが面識はない。相変わらず彼氏無し。そのことを冴子のせいだと考えていたが、刻也との会話でそれが誤りだと気づく。
窪塚 佳奈（くぼづか かな）
日奈の姉。怒りっぽく、日奈を保護対象としてみており警戒心が強い。恋愛対象はストレートで、伸太と一時付き合っていたが、冴子と浮気をしたため別れる。胸は控えめで、日奈より小さい。アイドル好きであり、シーナに扮した日奈と交際していた。日奈は健一に片思いしていると勘違いし、日奈の告白を拒絶してしまう。健一や波奈は「普通の子」と評する。
5年後の世界では大学に行かず、そのまま企業に就職した。芸能人好きだが、エリに誘導されて自身が芸能人になる想いは捨てる。
窪塚 波奈（くぼづか はな）
佳奈と日奈の母。水羊羹が好物で、太ることが夢だが経済的な事情ゆえその夢は叶っていない。早苗の「母の妹」（叔母さんと言われることを嫌う）。よき母であり、日奈の佳奈への想いもその行方も分かっていたが敢えて黙っていた。自称「永遠の25歳」。健一と冴子の友達。
九条 鈴璃（くじょう すずり）
刻也の彼女。背は低いが（140cm未満）、胸は大きい。感情の起伏も激しく、怒りっぽく落ちこみやすい。早苗の小説である「ああんっ！メガネ様☆」の登場人物が刻也と健一を中心にした周囲の状況と酷似しているため、健一を尾行し初対面にもかかわらず、いきなり蹴り倒すという暴挙に出る。一方、刻也の前ではおとなしい。短編集や5年後の世界での出番はあったのだが、10巻に至るまで本編（5年前）での登場が無く、そのことを原因にしてあとがきにて暴れる（オチで作者の新井輝を撲殺する）ことが多かった。
5年後の世界では唱和女子の短大生。相変わらず刻也と付き合っているらしい。
九条 流輝（くじょう りゅうき）
鈴璃の弟。中学ではバスケ部に所属していたが馴染めず辞めてしまう。この時のバスケ部の先輩が狭霧であり、狭霧のことは先輩と呼ぶ。退部以降は、国道沿いのフープでバスケのシュート練習をしている。シュートばかりでなく試合レベルでも相当の実力があるが、本人が求めているのは理想的なシュートであり、バスケの試合でプレイすることや勝つことを求めてはいない、といった独特の感性や価値観を持っており、それが人から理解されにくいことも自覚し、基本的には誰に対してもそっけない態度で接する。そんな中で唯一、料理という別分野に喩えることで流輝の言いたいことを理解してくれた健一に対してだけは敬意を持って接している。
高校入学後は、一転バスケ部に入部し試合でも数々の戦歴を残し高校生ながら日本代表入りを果たす。国道沿いのフープは毎夜ファンに囲まれているため、シュート練習は家で行っている。高レベルな試合を望みNBA挑戦を考えている。
八雲 狭霧（やくも さぎり）
刻也の1歳下の妹。鈴璃とは小さな頃からの知り合い。狡猾であり、かつ何事も好意的に受け取るポジティブな性格。成績は良く、中学ではバスケ部の部長を務める。兄には辛口。背が高く、千夜子が見とれる程の美脚の持ち主。高校卒業後には父の経営する弁護士事務所の人と結婚する予定で、本人もそのことを受け入れている。これは八雲家の女性は遺伝のため夭逝してしまうと覚悟を決めているためである。
八雲 一也（やくも かずや）
刻也と狭霧の父。テレビの法律番組等にも出演し、お茶の間の人気者であり、日本で最も有名な弁護士の一人である。だが、人間としては尊敬できるものでないらしく、刻也は良く思っていない。
八雲 桔梗（やくも ききょう）
刻也と狭霧の母。病弱で朴東病院に入院している。刻也のことを「刻くん」と呼ぶ。
有馬 静流（ありま しずる）
蛍子の高校時の美術部仲間で、冴子の腹違いの姉。趣味は男漁りという話で「誰とでも寝る女」と呼ばれており、本人もそれを認めている様子。
有馬 十三（ありま じゅうぞう）
冴子と静流の父。資産家で「幽霊マンション」（有馬第三ビル）のオーナー。絹川の両親とは仕事上の付き合いがある。
美佐枝（みさえ）
冴子の母で十三の愛人。有馬第三ビルの12階に住んでいる。苗字は不明（有馬では無い様子）。家事は不得手。
大海 悟（おおうみ さとる）
声：根本幸多
千夜子の兄。高校時代から、蛍子のことが好きだったが相手にされなかった。宇美と付き合うようになる。
三条 宇美（さんじょう うみ）
蛍子の高校時の美術部仲間で親友。いわゆる腐女子。5年後の時点では大海悟と付き合っている。
御園尾 咲良（みそのお さくら）
アイドルの卵。「モン･サン･ミシェール」でアルバイトをしている。兄の伸吾によるとかなりの才能の持ち主。思ったことはストレートに言う性格。狭霧に憧れている。同じ高校の鈴璃が刻也の恋人と知ったときはかなり驚いていた。何かいいことがあると「美味しいなあ、私」というのが口癖。
5年後には「SAKURA」という芸名で芸能人をしている。センスのいい眼鏡で有名だが、実は伊達眼鏡。
御園尾 伸吾（みそのお しんご）
咲良の兄。ダンサーだが本人によると才能はあまり無い。シーナとは友人らしい。
美里（みさと）
佳奈の親友。鈴璃と同じ高校。バケッツ（健一）のファン。弟が2人（里士、士郎。姉弟で名前がしりとり）いる。
高城 純（たかしろ じゅん）
鈴璃や美里の友人。長い黒髪に切れ長の目をした美人ではあるが、とっつきにくく怖いイメージがある。早苗の小説の読者。男友達は1人だけいる。発言の前に「…」と沈黙が入る。
ハルナ
健一が小学生の夏休みに一緒に「時の番人」を見ていた少女。本名不詳。彼女は榛名冴子かもしれない。
薫沢 歌織（かおるさわ かおり）
早苗専属の担当者。年齢も早苗と同じ。メガネキャラが好み。早苗の作品のファンであったため、その編集部に入り、早苗の担当者となった。腕前はあまり良くはない。口癖は「ですよねー」。
源 静夫（みなもと しずお）
通称はゲンさんと呼ばれる浮浪者風の男性、電化製品などが廃棄されている「沼」と呼ばれる場所で刻也がルールを教わったことから、刻也はゲンさんのことを師匠と仰いでいる。元は建築デザイナーとして活躍していたが、娘を亡くしたことから仕事もやめて没落していた。だが娘の恋人であった荊木圭一郎に励まされたことから、また仕事を始めようとする。ここでの娘とは雨音を指し、ゲンさんは雨音の父親とみられる。
健一の父
本名は不明、インテリア関係の仕事をしており実家にはあまり顔を出さないでいた。田舎の厳格な名家の出身で、結婚先から出戻り幽閉された姉と体の関係を持つが姉は自殺してしまい、そのことを強く後悔している。健一と蛍子の関係を知りショックを受けるが、自分の過去からも二人を応援したいと思いつつも、自分以上にショックを受け精神に異常をきたすまでになってしまった妻は守りたいと思っている。蛍子と健一も母親をこれ以上傷つけたくないと思っていたため、二人が今後会わないように協力すると約束した。

### 雨音の関係者
雨音（あまね）
早苗曰く「まわりの皆を照らす太陽のような娘」。早苗の後輩で、高校1年生の時に心臓の病で亡くなってしまう。彼女の周りにはエリや早苗、早苗の元夫・幹久、圭一郎がおり、皆に愛される存在。
錦織エリ（にしきおり えり）
綾などのアーティストのプロデュースを手がける女性でかなりのヤリ手。金髪碧眼のハーフで、名前の「エリ」は本名の「エリス」の短縮形。綾からの評判を聞いたエリは健一に体の関係を強要し襲ってしまう。日奈によれば「自分が好きな人にはどこまでも優しいけれど、そうでない人にはどこまでも冷たい。しかもそれを相手に悟らさせない人」とのこと。日奈や蛍子のプロデュースも受け持つようになる。
古西 早苗（こにし さなえ）
喫茶店「天国への階段」の店長兼小説家で、PNは今西早苗、「ああんっ！メガネ様☆」というタイトルの女性向けボーイズラブ小説を執筆している。小説は大変な人気でありアニメ化が決定。さらに実写ドラマ化の話もあるが早苗は全く関心がない。離婚経験有り。元夫はエリや圭一郎に及ばないが優秀な企業家であり、離婚の際に多額の資産を得た。その資産と執筆の成功のため喫茶店経営は趣味であり、繁盛していなくても気にしていない。変わった子には凄く興味を示すが、普通の子にはほとんど無関心である。早苗に興味を持たれた健一と冴子は早苗の喫茶店でアルバイトをするようになるが、喫茶店自体は閑散としているためアルバイトの扱いはかなり緩い。狭霧もスカウトされ、働くようになる。波奈の姪で日奈と佳奈とは従姉妹の間柄。元13階の住人。料理は苦手。
辻堂 幹久（つじどう みきひさ）
パティシエ。「モン・サン・ミシェール」の店長。早苗の高校時代の後輩。元13階の住人。刻也の父・一也に恩があり、その娘・狭霧にも敬語で話し、自作のケーキのひとつに彼女の名前から「サギリ・ロール」と名づけてもいる。天才的な腕前を持ち評判も高いが、あくまでお客さんのためという姿勢でテレビに出演するに留まる。早苗には頭が上がらず、早苗の経営する喫茶店には彼の店で作られたケーキを納品している。本人が届けようとすると必ず支店で問題が起こるため、ケーキの配達は咲良が行っている。
荊木 圭一郎（いばらき けいいちろう）
急成長させたIT企業を経営する青年実業家。蛍子の婚約者（夫）になる。アメリカの大学を出た後に高校へ入学する天才。雨音の恋人だったが、彼女は亡くなってしまう。蛍子と婚約する前に「女性に興味は持てないが、社会的な立場から結婚をして子供を持たなければいけない」と告白し、その条件で婚約・結婚することとなる。しかし、それは建前としてであって、雨音の父親が彼女の死に落ち込み仕事をやめてしまっていたのに対し、雨音に対する自分自身の気持ちの整理がついていることを見せ、励ますために結婚を決意したという本音も見え隠れする。5年後の世界で蛍子を好きになる。蛍子によると、会社を大きくすることが好きであり、お金にはあまり執着心は無い。元13階の住人。

## 設定
- 舞台は東京都平良井。他にも地名や学校法人名などがしばしば作中に登場するが全て実際の地名などと同音異字であるため、モデルとなった町の存在も江戸川区平井と予想される。
- 幽霊マンションの13階に住んでいる人間はそれぞれが問題を抱えており、鍵を拾い13階に住むようになる。また、13階の部屋はその住人に相応しい部屋として変化し、その住人にとって必要がなくなると消えてしまう。13階の部屋は相部屋もありうる。そして、住人は13階が必要なくなって出て行くと、元住人同士で直接連絡をとりあったり、会うことができなくなってしまう。また、現在の住人と元住人が会う、もしくは直接連絡を取り合う描写は、現時点では存在せず、現住人がアルバイトをしている時間帯には、旧住人がその店に来ることが出来なくなるという描写や旧住人であろうと思われる圭一郎が綾と会えない事を認識している描写が存在する。また、日奈が自ら望んで13階の部屋を出て行くことを決意し、鍵を冴子に渡したがまだ鍵自体は存在しており、健一たち住人ともまだ会うことが可能であることから、望んで部屋を出て行ったとしてもなんらかの条件を満たさないと住民でないと判断はされないようである。
- 13階の部屋は1階から階段で上っていかなければたどりつけない。例えば12階までエレベーターで、そこから階段という風にはできない。鍵は金色で、穴に挿す部分に凹凸が無く真っ直ぐしたもの。電気代や水道代は請求されない。固定電話は発信は出来るが受信はできないようである。
- 13階の上には屋上があるとされるがその屋上が通常の12階の上にある屋上と同一であるかどうかは不明とされる。
- タイトルにもなっている1301号室は13階の住人の共用スペースで、キッチンやリビング、ボウリングレーンなどがある。1302号室は刻也の部屋、内観は不明。1303号室は健一と冴子の相部屋となっており、その内観は健一が以前暮らしていたマンションと同じである。1304号室は綾の部屋、大きなアトリエやジャグジーがある。1305号室はシーナの部屋、内観はさながらヤクザの部屋で、哀川翔のビデオが大量にある。

## 既刊一覧
本編
- 『ROOM NO.1301 おとなりさんはアーティスティック!?』 ISBN 4-8291-6224-4
- 『ROOM NO.1301 #2 同居人は×××ホリック?』 ISBN 4-8291-6260-0
- 『ROOM NO.1301 #3 同居人はロマンティック?』 ISBN 4-8291-6268-6
- 『ROOM NO.1301 #4 お姉さまはヒステリック!』 ISBN 4-8291-6282-1
- 『ROOM NO.1301 #5 妹さんはヒロイック?』 ISBN 4-8291-6297-X
- 『ROOM NO.1301 #6 お姉さまはストイック!』 ISBN 4-8291-6323-2
- 『ROOM NO.1301 #7 シーナはサーカスティック?』 ISBN 4-8291-6327-5
- 『ROOM NO.1301 #8 妹さんはオプティミスティック!』 ISBN 4-8291-6367-4
- 『ROOM NO.1301 #9 シーナはヒロイック!』 ISBN 978-4-8291-6401-3
- 『ROOM NO.1301 #10 管理人はシステマティック?』 ISBN 978-4-8291-6412-9
- 『ROOM NO.1301 #11 彼女はファンタスティック!』 ISBN 978-4-8291-6414-3

短編
- 『ROOM NO.1301 しょーとすとーりーず・わん』 ISBN 4-8291-6307-0
- 『ROOM NO.1301 しょーとすとーりーず・つー』 ISBN 4-8291-6344-5
  - 『僕と綾さんと雪辱の痴漢プレイ』（ファンタジアバトルロイヤル 2005 Spring 収録）
  - 『ぼくと綾さんと身代わりの暗闇プレイ』（ファンタジアバトルロイヤル 2005 Summer 収録）
  - 『私と佳奈ちゃんと豪華なお風呂』（ファンタジアバトルロイヤル 2006 Winter 収録）
  - 『私と冴子ちゃんと趣味のお仕事』

- 『ROOM NO.1301 しょーとすとーりーず・すりー』 ISBN 4-8291-6384-4
  - 『私と綾さんと不埒な男』（ファンタジアバトルロイヤル 2006 Spring 収録）
  - 『俺と鍵原とお試しの合コンプレイ』（ファンタジアバトルロイヤル 2006 Summer 収録）
  - 『私と皆と一人の夜』（ファンタジアバトルロイヤル 2006 Autumn 収録）
  - 『私と今西先生と本気のお仕事』

- 『ROOM NO.1301 しょーとすとーりーず・ふぉー』 ISBN 978-4-8291-6406-8
  - 『僕と綾さんと千人の千夜子ちゃん』（月刊ドラゴンマガジン 2007年3月号 収録）
  - 『私とお嬢様とメガネなお仕事』（ファンタジアバトルロイヤル 2007 Spring 収録）
  - 『私と圭一郎と恐怖の館』（月刊ドラゴンマガジン 2007年10月号 収録）
  - 『私とエリさんと嫌でも目立つ自分』
  - 『私と有馬君と病院での出会い』

## ドラマCD
2007年2月23日に5pb.（Five records）発売・ジェネオンエンタテインメント販売でドラマCD第1巻がリリースされている。第2巻は5月25日に発売。第3巻は9月21日に上下巻の2枚同時発売。
- 『ROOM NO.1301 ドラマCD ～おとなりさんはドラマティック?～』
- 『ROOM NO.1301 ドラマCD#2 ～同居人もドラマティック?～』
- 『ROOM NO.1301 ドラマCD#3 ～お姉さまもドラマティック?～（上巻）』
- 『ROOM NO.1301 ドラマCD#3 ～お姉さまもドラマティック?～（下巻）』

## 漫画
さっち/イラストにて「ドラゴンエイジピュア」Vol.3（2006年11月）より『るーむ! ROOM NO.1301』が連載された。2008年1月9日に単行本第一巻が発刊。全2巻。
- 『るーむ! ROOM NO.1301 1』ISBN 978-4-04-712530-8
- 『るーむ! ROOM NO.1301 2』ISBN 978-4-04-712571-1